# IP分片
互联网协议（IP）允许資料包（英語：Datagram）進行分片（英語：fragmentation，又譯分段），將資料包分割成更小的單位。这样的话，当数据包比链路最大传输单元（MTU）大时，就可以被分解为很多的足够小片段，以便能够在其上进行传输。
RFC 1191 描述了“路径MTU发现”，该技术用于确定两台IP主机间的路径MTU，这样就可以避免IP分片。
在Internet协议IPv4版本和较新的IPv6版本中，分片机制的细节和分片机制的整体框架是有所不同的。
- IPv4的分片字段均保存在IP头中，允许路由器对超大的IP数据包进行分片。
- IPv6的分片字段作为标准的扩展头部，没被包含在基本IP头中，IP协议推荐使用“路径MTU发现”来获得整个传输路径的最小MTU，由源主机主动将IP数据包裁剪到最小MTU长度，从而避免IP数据包过大而需要分片，并因此不允许路由器进行分片。